# Птаха (фильм)
«Птаха» (англ. Birdy) — кинофильм режиссёра Алана Паркера. Гран-при МКФ в Каннах 1985 года.

## Сюжет
Фильм снят по одноимённому роману-бестселлеру Уильяма Уортона о дружбе двух несхожих юношей — ранимого, впечатлительного Птахи и задиристого весельчака Эла. Они противоположности, но есть между ними и общее. Мясорубка Вьетнама сделает их другими людьми (в книге речь идёт о Второй мировой войне).
Эл не сможет уже быть таким беззаботным весельчаком, а Птаха и вовсе уйдёт в себя, «двинется» рассудком, возомнив себя птицей. Ради их прежней дружбы Эл должен достучаться до своего друга, вернуть ему здравый рассудок, вытащить человека из птичьей клетки, в которую тот добровольно заключил себя, прячась от ужасов войны.

## В ролях
| Актёр          | Роль                               |
| -------------- | ---------------------------------- |
| Мэттью Модайн  | Птаха                              |
| Николас Кейдж  | сержант Эл Колумбато               |
| Джон Харкинс   | доктор Майор Вайсс                 |
| Сэнди Бэрон    | м-р Колумбато                      |
| Карен Янг      | Ханна Рурк                         |
| Бруно Кёрби    | Ренальди                           |
| Нэнси Фиш      | миссис Превост                     |
| Джордж Бак     | Уолт, отец Птахи, школьный уборщик |
| Долорес Сейдж  | мать Птахи                         |
| Пэт Райан      | Джо Саггеса                        |
| Джеймс Сантини | Марио Колумбато                    |
| Мод Уинчестер  | Дорис Робинсон                     |
| Маршалл Белл   | Ронски                             |

## Создание

### Подготовка
После публикации в 1978 году романа Уильяма Уортона «Пташка» Алан Паркер получил книги от своего агента. Прочитав роман, Паркер обсудил его со своим коллегой, продюсером Аланом Маршаллом, прежде чем отказаться от возможности снять его экранизацию. Паркер объяснил: «Большая часть сюжета происходила в голове мальчика, и поэзия книги была литературной. Для того, чтобы сделать его кинематографичным — я не знал, смогу ли я сделать такой скачок». В сентябре 1979 года Orion Pictures выкупила роман за $150 000.
В октябре 1982 года, A&M Films, недавно созданный филиал A&M Records, приобрела права на фильм и уполномочила сценаристов Сэнди Крупфа и Джека Бэра к написанию сценария. Крупф и Бэр внесли различные изменения в роман, решив сосредоточиться, прежде всего, на дружбе между Птахой и Элом Колумбато. «В середине 1960-х мы учились в средней школе», — объяснил Бэр, — «поэтому взросление тогда было нашим опытом». Крупф и Бэр потратили год, пытаясь продать свой сценарий различным киностудиям, но безуспешно. В 1983 году A&M Films отправила сценарий Паркеру, который после прочтения сценария подписал контракт на съёмку экранизации. Паркер обсудил проект с руководителями TriStar Pictures.

### Подбор актёров
Паркер и кастинг-директор Джульетта Тейлор провели открытые пробы в Лос-Анджелесе, Сан-Франциско, Сан-Хосе, Нью-Йорке и Филадельфии. Мэтью Модин первоначально прослушивался на роль Эла Колумбато, но Паркер решил выбрать его в качестве Птахи, полагая, что актёр обладал «интровертированным честным качеством», что лучше всего подходило для персонажа. Модайн сказал: «Я был ошеломлен, потому что я не прослушивался на роль Птахи. Я никогда не думал, что сыграю роль Птахи. Итак, я должен был действительно провести экстраординарную трансформацию в своем уме, пытаясь воплотить этого замечательного персонажа в жизнь. Это было невероятным опытом создания фильма».
Николас Кейдж сыграл Эла Колумбато. Кейдж размышлял: «Я был в ужасе от роли Эла, потому что она была непохожа на все то, что я когда-либо делал, и я не знал, как добраться туда, куда эта роль приглашала меня пойти эмоционально». «Я хотел выглядеть так, будто меня ударила бомба, — сказал он. — Это дало мне ощущение чего-то, что я потерял. Я чувствовал, что это была роль, которая выпадает раз в жизни, и она заслуживала полной отдачи».

### Съёмки
Съёмки планировалось начать в декабре 1983 года, но были отложены на шесть месяцев, чтобы разместить график съёмок Модины в драме Миссис Соффел (1984). Основные съёмки фильма началась в Филадельфии 15 мая 1984 года, с бюджетом $12 млн. Дрессировщик Гэри Геро использовал 80 различных канареек для различных сцен в фильме, а также голубей, птиц-носорогов, кошек, 18 собак и чаек.
Птаха был первым художественным фильмом, который был частично снят с помощью Skycam, управляемой компьютером системы камер с подвеской, созданной Гарреттом Брауном, изобретателем Steadicam. Skycam имел стойки высотой 30 метров с четырьмя подвесными проводами, управляемыми компьютером, а легкая камера Panavision с 200-футовой плёнкой висела в центре проводов. Кинорежиссёры намеревались использовать Skycam, чтобы полностью изобразить точку зрения Птахи во время эпизодов фантазий, в которой он воображает себя летящим.
После четырёх недель съёмок в Филадельфии, актёры и съёмочная группа переехали в Уайлдвуд, штат Нью-Джерси, которые дублировались для сцен, происходящих на променаде Атлантик-Сити. Съёмки затем перенесли в Сан-Франциско. Сцена, где Птаха и Эл поднимаются на здание нефтеперерабатывающего завода, снималась на крыше заброшенного газового завода в Геркулесе, Калифорния. Сцена потребовала, чтобы Модайн и Кейдж висели на краю крыши, защищённые проводами безопасности, в то время как сцена, в которой Птаха падает с крыши, выполнялась дублёром.

### Музыка к фильму
Саундтрек к фильму был создан, спродюсирован и исполнен английским автором-исполнителем Питером Гэбриэлом. Это было его первой работой над художественным фильмом, а также первым сотрудничеством с музыкальным продюсером Даниэлем Лануа. Паркер впервые встретил Гэбриэла во время постпродакшна фильма, так как ранее экспериментировал с его музыкой, включив в фильм ударные ритмы из сольных альбомов музыканта. Паркер связался с менеджером Гэбриэла, продюсером Дэвидом Геффеном, который сообщил, что создание саундтрека будет медленным процессом, поскольку Гэбриэл был известен тем, что работал в своём темпе. Работая над своим пятым студийным альбомом So, Гэбриэл согласился создать Birdy после просмотра рабочей версии фильма.
Запись проходила с октября по декабрь 1984 года на домашней студии Гэбриэла в Ashcombe House в Сомерсете. Гэбриэл использовал фрагменты из ранее записанных материалов за последние четыре года, которые он и Лануа ремикшировали для отдельных сцен в фильме. Композиция «Close Up» возникла из песни «Family Snapshot» (с третьего альбома Гэбриэла), которая была создана на электророяле Yamaha CP-70.